# Because the Night
„Because the Night“ je jednou z nejznámějších písní od Patti Smith Group. Jejím autorem je Bruce Springsteen. V roce 1978 vyšla jako singl a je také na desce Easter. Singl dokázal vyšplhat na třináctou příčku americké singlové hitparády. Desce Easter tak pomohl zajistit úspěšnou prodejnost.
V původní verzi píseň nahrál Bruce Springsteen při nahrávání alba Darkness on the Edge of Town. Springsteen ale nebyl s výsledkem spokojený a náhodou ve vedlejším studiu nahrávala Patti Smith. Obě nahrávání měla stejného producenta, kterým byl Jimmy Iovine. Ten také dal Patti Smith pásku se Springsteenovou nahrávkou. Smith skladbu přepracovala, přidala k ostatním písním a vydala na albu Easter. Ačkoli skladba nikdy nevyšla na žádné studiové desce Bruce Springsteena (byla vydána až roku 2010 na kompilačním albu The Promise), na koncertech ji hrává často (s jiným textem než verze Patti Smith).

## Česká coververze
Českou coververzi s názvem „Volá tě noc“ s textem Lou Fanánka Hagena na albu „Poprvé akusticky“ vydala Anna K v roce 2014.